# Hexhamshire West Quarter
Hexhamshire West Quarter var en civil parish 1866–1955 när det uppgick i Hexhamshire, Hexhamshire Low Quarter och Haydon, i grevskapet Northumberland i England. Civil parish var belägen 12 km från Corbridge och hade 83 invånare år 1951.